# Бритоф
Бритоф (словен. Britof) — поселення в общині Крань, Горенський регіон, Словенія. Висота над рівнем моря: 407 м.